# Über Wahrheit und Lüge im außermoralischen Sinne
Über Wahrheit und Lüge im außermoralischen Sinne ist ein philosophischer Essay von Friedrich Nietzsche aus dem Jahre 1873. Das Werk wurde 1896 von Nietzsches Schwester Elisabeth Förster-Nietzsche veröffentlicht.

## Inhalt
Nietzsches Schrift besteht aus einer Erläuterung und gleichzeitig einer Kritik zeitgenössischer Abhandlungen über Wahrheit und Begriffe. Nach Nietzsches Darstellung stehen diese Erwägungen in engem Zusammenhang mit der Entstehung der Sprache:

„Logisch geht es also jedenfalls nicht bei der Entstehung der Sprache zu, und das ganze Material, worin und womit später der Mensch der Wahrheit, der Forscher, der Philosoph arbeitet und baut, stammt, wenn nicht aus Wolkenkuckucksheim, so doch jedenfalls nicht aus dem Wesen der Dinge. [...] Jedes Wort wird sofort dadurch Begriff, daß es eben nicht für das einmalige ganz und gar individualisierte Urerlebnis, dem es sein Entstehen verdankt, etwa als Erinnerung dienen soll, sondern zugleich für zahllose, mehr oder weniger ähnliche, das heißt streng genommen niemals gleiche, also auf lauter ungleiche Fälle passen muß. Jeder Begriff entsteht durch Gleichsetzen des Nichtgleichen.“

Einige Zeilen weiter beschreibt Nietzsche die Wahrheit:

„Was ist also Wahrheit? Ein bewegliches Heer von Metaphern, Metonymien, Anthropomorphismen, kurz eine Summe von menschlichen Relationen, die, poetisch und rhetorisch gesteigert, übertragen, geschmückt wurden und die nach langem Gebrauch einem Volke fest, kanonisch und verbindlich dünken: die Wahrheiten sind Illusionen, von denen man vergessen hat, daß sie welche sind, Metaphern, die abgenutzt und sinnlich kraftlos geworden sind, Münzen, die ihr Bild verloren haben und nun als Metall, nicht mehr als Münzen, in Betracht kommen.“

## Rezeption
Über Wahrheit und Lüge ist das einzige Werk, in dem sich Nietzsche mit der Entstehung der Sprache und ihrer Relevanz für die menschliche Selbst- und Welterkenntnis befasst. Der österreichische Sprachphilosoph Fritz Mauthner (1849–1923) erkannte als erster die Bedeutung von Nietzsches Sprachkritik.
Der Philosoph Michael Pfister (* 1967) weist darauf hin, dass mit dieser Schrift der Begriff „Wahrheit“ nicht obsolet wird. Hingegen sei stets dann Misstrauen angebracht, wenn die Faktizität und Zwangsläufigkeit naturwissenschaftlicher Erkenntnis betont wird oder eine bestimmte Politik als alternativlos oder als die einzige Alternative ausgegeben wird. Pfister verweist in diesem Zusammenhang auf Nietzsches Genealogie der Moral und sieht den Verfasser als Vorläufer von Michel Foucault, Begründer der Diskursanalyse.

## Ausgaben
- Friedrich Nietzsche: Über Wahrheit und Lüge im außermoralischen Sinne. Hg., kommentiert und mit einem Nachwort versehen von Kai Sina. Stuttgart 2015 (Reclam). ISBN 978-3-15-019308-2.